# Laverda (marque de moto)
Laverda est un constructeur de motos italien, initialement basé à Breganze, près de Vicence.

## Historique
La société Laverda, fondée en 1873, construisait des machines agricoles et la branche moto fut créée en 1947 par Francesco Laverda, le petit-fils du fondateur, Pietro Laverda, comme complément à l'activité principale.
Le fabricant se cantonna d'abord aux petites cylindrées, 75 cm3, 100 cm3, catégories dans lesquelles il brilla en compétition. Le fils de Francesco, Massimo Laverda, commença très tôt la compétition sur ces modèles, avant de  prendre des responsabilités dans l'entreprise, qu'il dirigera dès 1964.
En 1966, est présentée une 650 cm3, puis la 750 SF à deux cylindres. Ces motos sont l'œuvre de l'ingénieur Luciano Zen. La 750 SF se verra complétée par une version compétition client : la 750 SFC.
En 1973, sort la 1 000 cm3 à trois cylindres, puis la JOTA en 76, plus exclusive et considérée par beaucoup comme un sommet, avec ses 80 ch (Jota étant le nom d'une danse espagnole à trois temps). Des modèles de série brillèrent en compétition, et elle évoluera vers un 1 200 cm3, toujours à trois cylindres.
Les 1 000 cm3 à trois cylindres sortiront avec deux versions du moteur : calage à 180° et 120°, avec des caractères très différents.
De 1977 à 1981, Laverda commercialisera aussi un bicylindre de 350 et 500 cm3, double arbre à cames en tête, quatre soupapes par cylindre, qui donnera lieu à une coupe en Italie et en Allemagne.
Il y aura aussi l'unique 1 000 V6 à 4 soupapes par cylindre et transmission par cardan en compétition, qui atteindra 283 km/h au Bol d'or en 1978, mais qui sera arrêtée à la suite du changement de règlement qui limitera les moteurs à quatre cylindres.
À la fin des années 1980, la marque est rachetée et la production délocalisée à Zanè près de Vicenza. La production des 650, 668 et 750 Sport, Supersport, Ghost, Strike et Formula ne connaîtra pas le succès escompté.
Le constructeur italien Aprilia reprend les rênes à la fin des années 1990. Pour relancer la marque, les ingénieurs imaginent une nouvelle machine, avec un nom mythique : la 1000 SFC. Mais de graves soucis financiers tuent le projet dans l'œuf et Aprilia est repris par Piaggio. C'est le groupe Piaggio SpA qui détient maintenant Laverda.

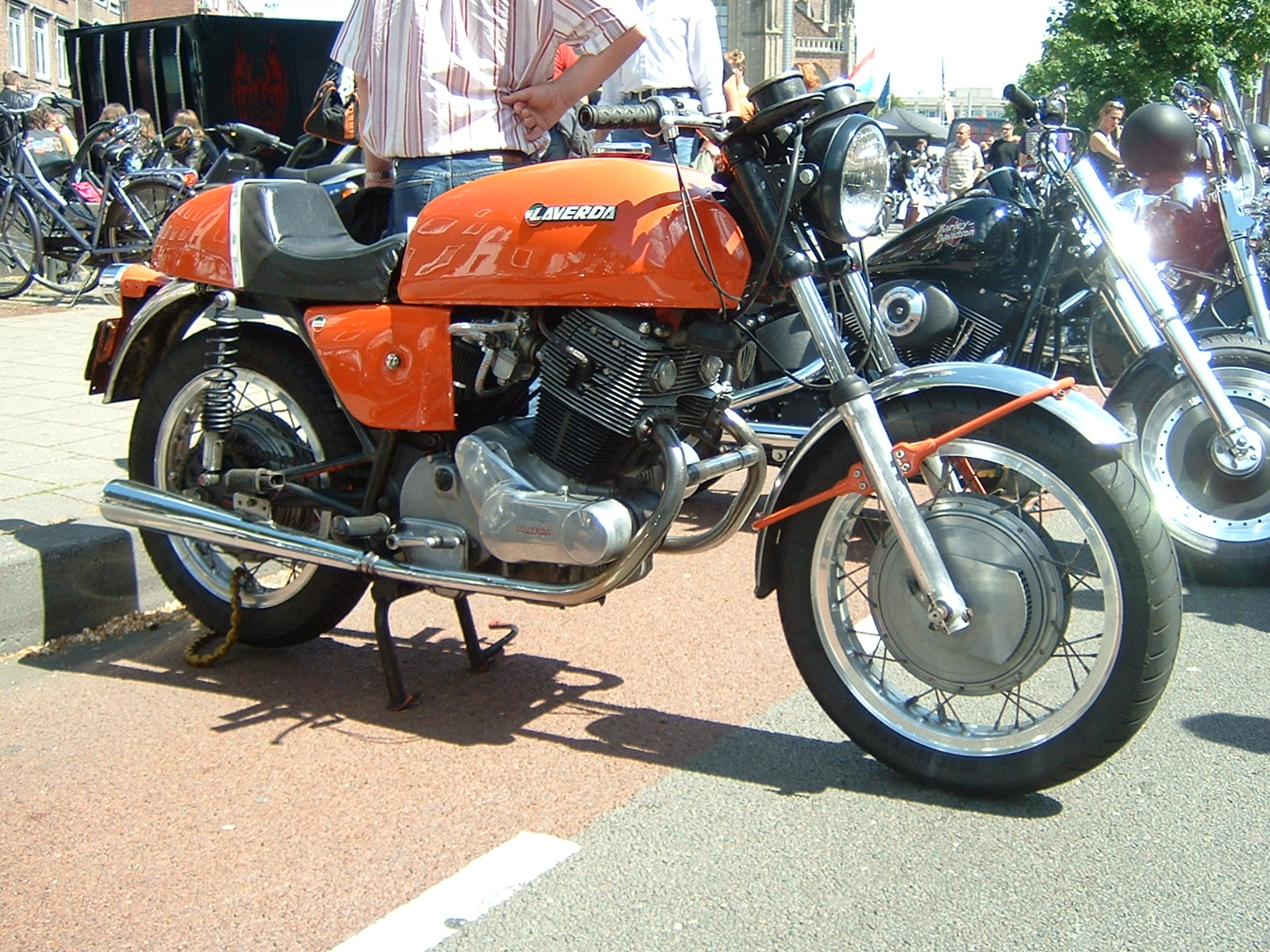
Laverda 750 SF
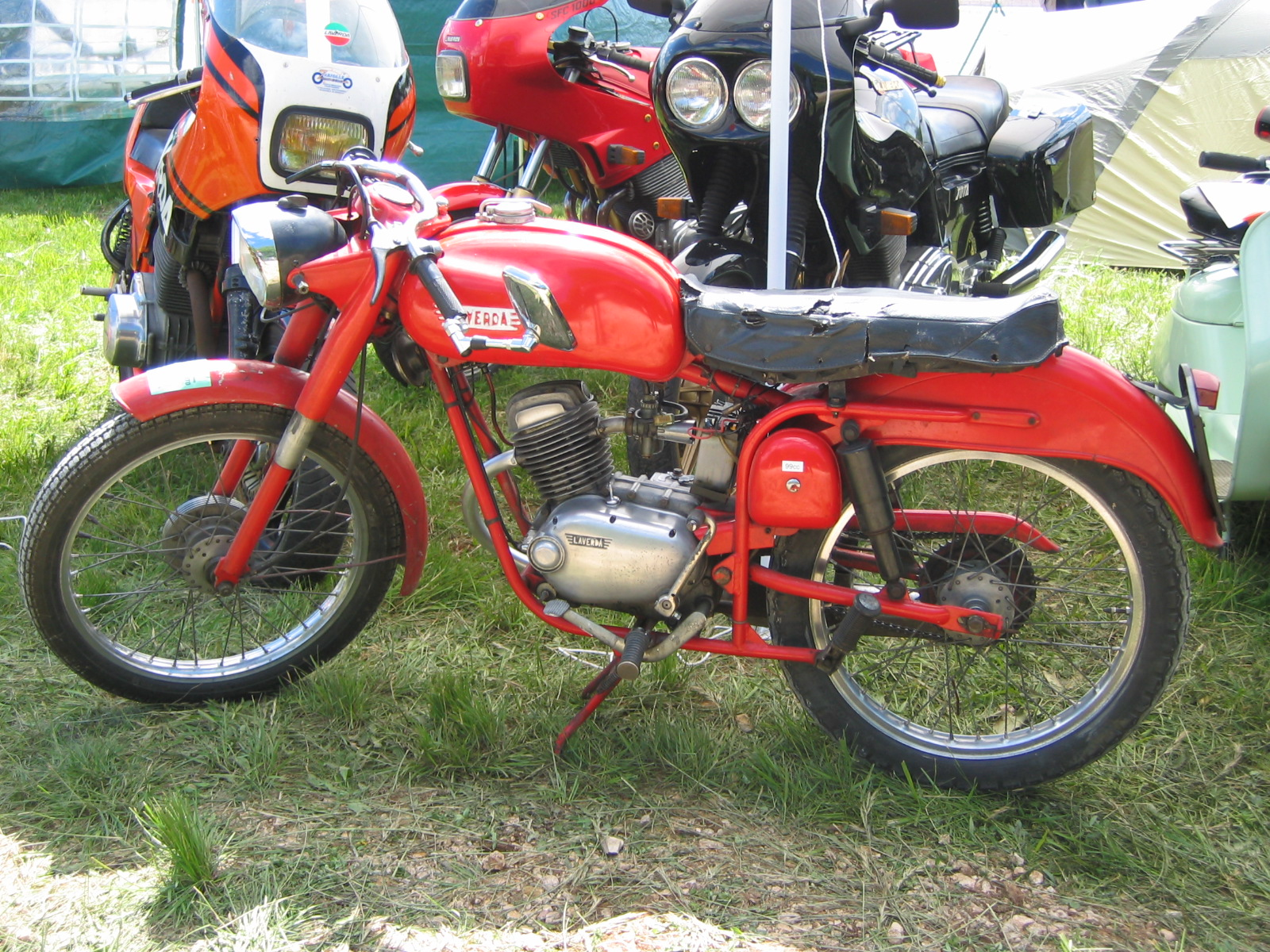
Une petite Laverda
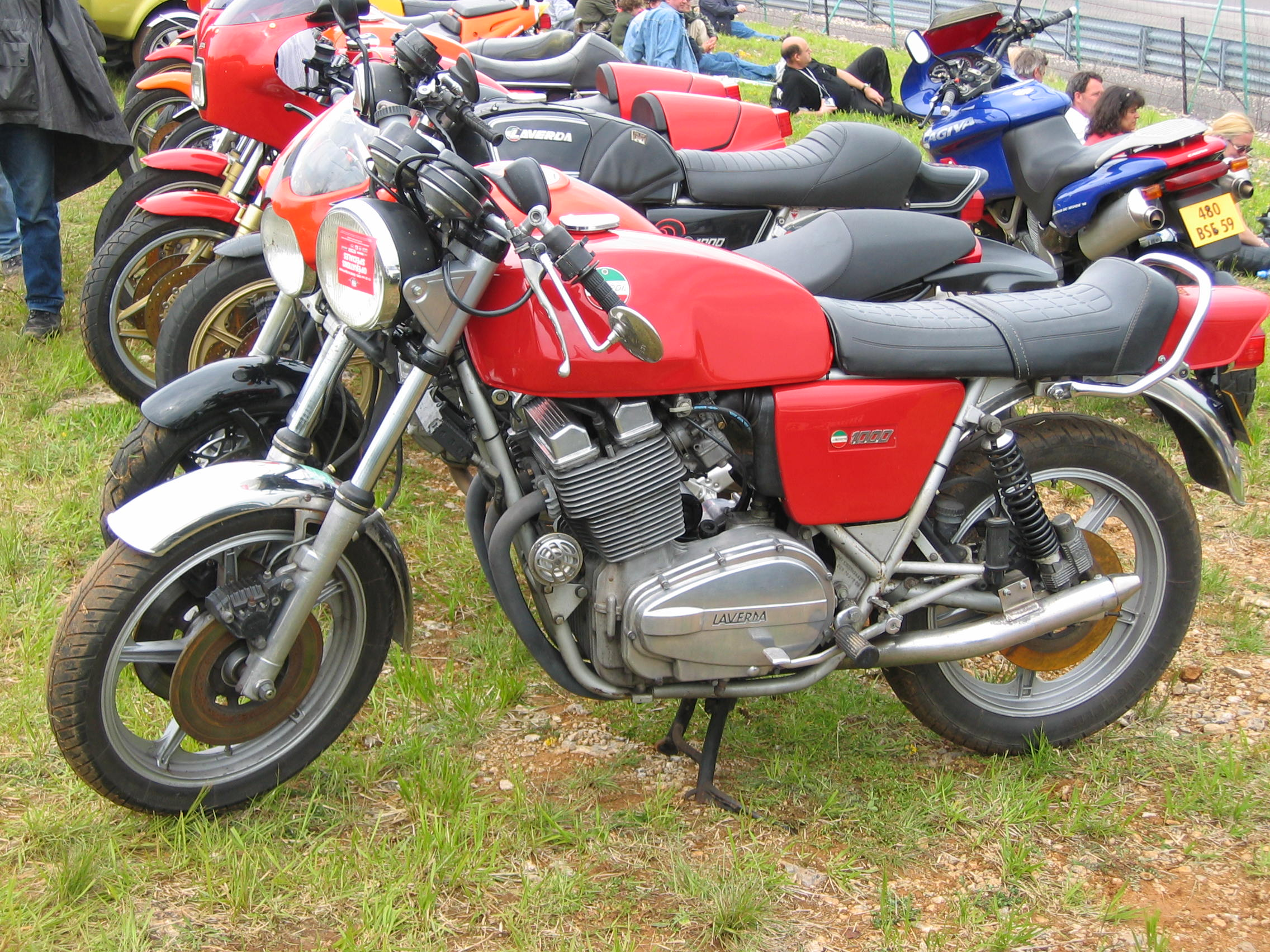
Une Laverda 1 000
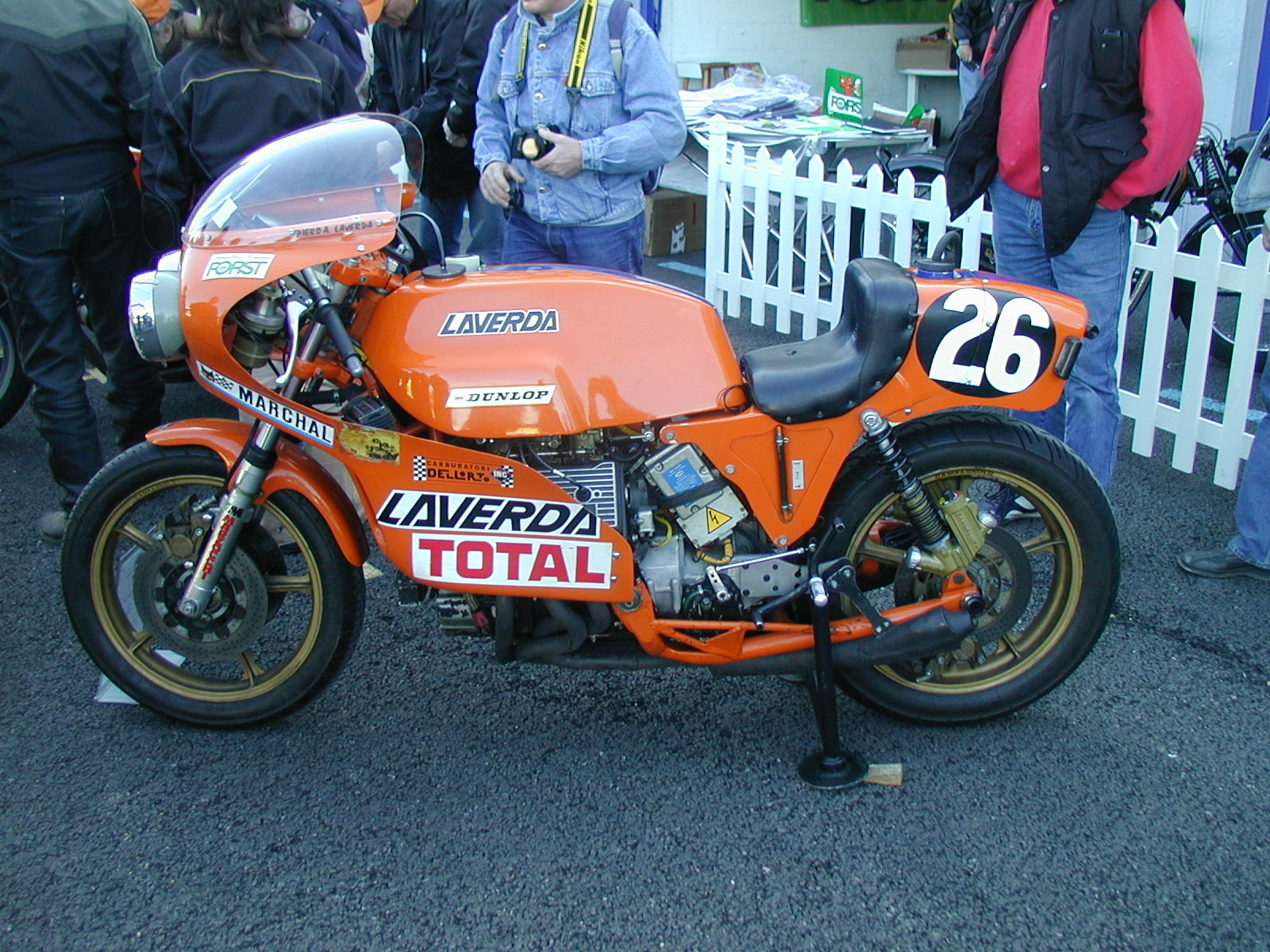
La Laverda 1 000 V6
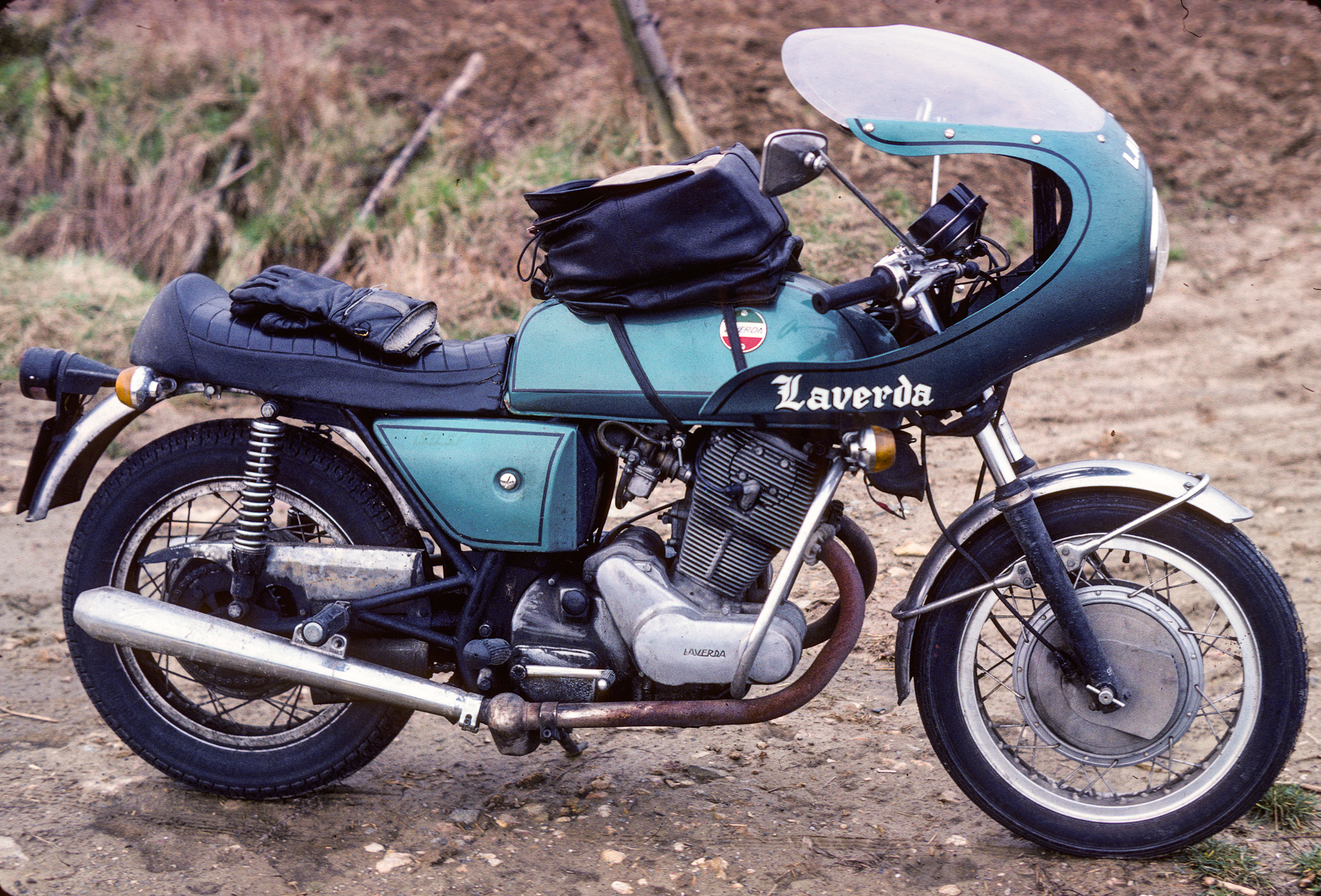
Laverda 750 carénée
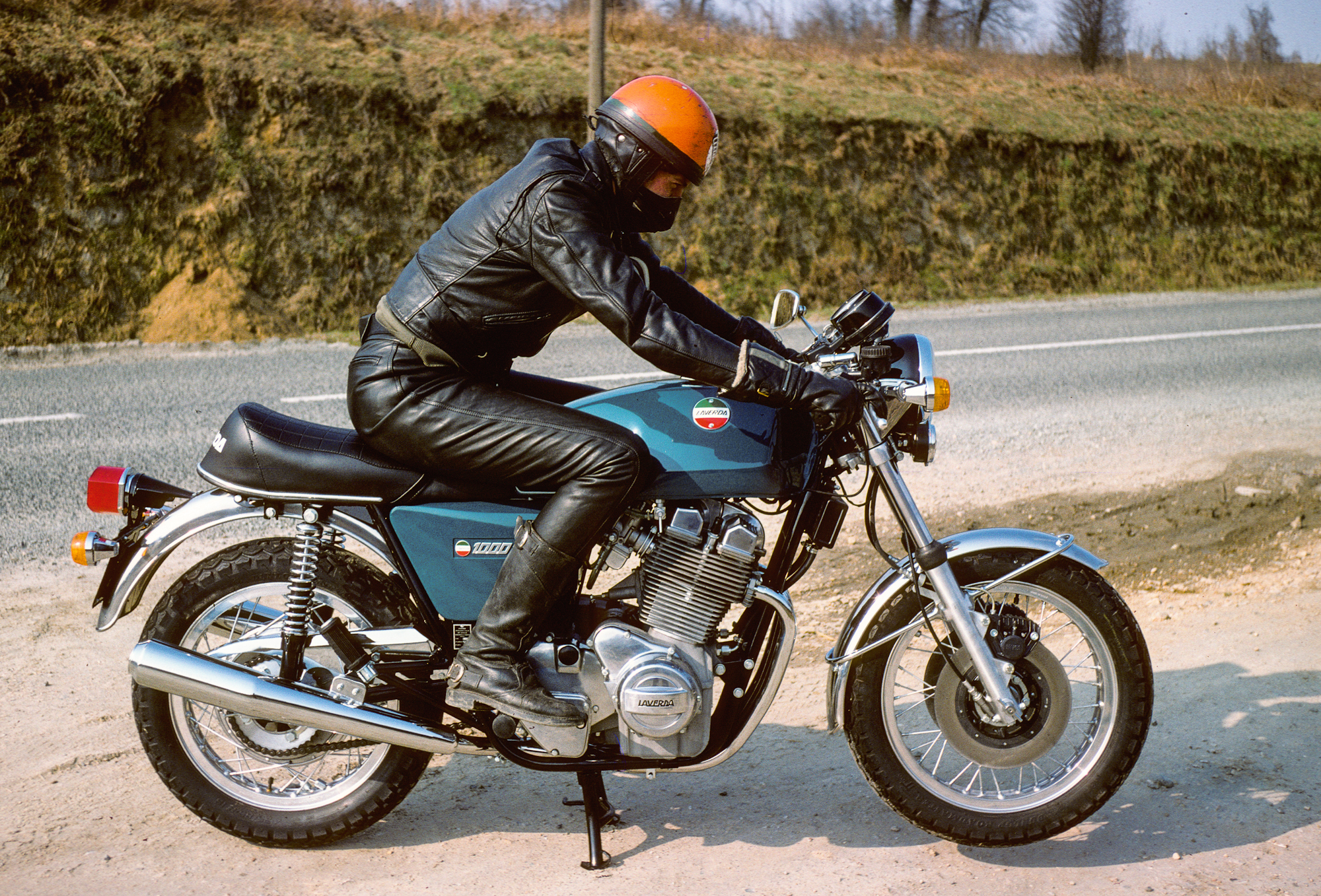
Laverda 1000 et son pilote